# Minettia crassulata
Minettia crassulata är en tvåvingeart som beskrevs av Shatalkin 1998. Minettia crassulata ingår i släktet Minettia och familjen lövflugor. Inga underarter finns listade i Catalogue of Life.